# Fuller House
Fuller House (Madres forzosas en España y Tres por tres, el regreso en Hispanoamérica) es una comedia de situación estadounidense y secuela de la serie Full House, emitida como una serie original de Netflix. La serie, creada por Jeff Franklin, está producida por Jeff Franklin Productions y Miller-Boyett Productions en asociación con Warner Horizon Television.
La mayor parte de los miembros del reparto de la serie original repiten sus papeles en Fuller House; algunos en sus papeles regulares, otros con apariciones especiales. Mary-Kate y Ashley Olsen, que alternaron el papel de Michelle Tanner en Full House, son las únicas miembros del reparto principal que no participan repitiendo su papel en la serie. Netflix encargó una cantidad inicial de 13 episodios en su primera temporada, que se estrenó el 26 de febrero de 2016.
El 2 de marzo de 2016, menos de una semana después de su estreno, la serie fue renovada para una segunda temporada, la cual se estrenó el 9 de diciembre de 2016. En el mismo mes se renovó para una tercera temporada de 18 episodios que se estrenó el 22 de septiembre de 2017. El 29 de enero de 2018, Netflix renovó la serie para una cuarta temporada.
El 31 de enero de 2019, la serie fue renovada para su quinta y última temporada, que tuvo dos partes. La primera parte se estrenó el 6 de diciembre de 2019, mientras que la segunda parte se estrenó el 2 de junio de 2020.

## Sinopsis

### Primera temporada
Al igual que la serie original, la historia se basa en San Francisco. La serie se enfoca en la recientemente viuda D.J. Tanner-Fuller, que actualmente es una veterinaria y madre de tres hijos. Después de que su marido, Tommy, falleciera trabajando en la extinción de un incendio, D.J. acepta la ayuda de su hermana, Stephanie, y de su mejor amiga Kimmy (que ahora es madre de una adolescente llamada Ramona), quienes le ayudarán a criar a sus hijos. Aparte de eso DJ tiene que decidir entre Matt (el hijo de su socio en la veterinaria) o Steve (su novio de la adolescencia), y Stephanie tiene que aprender a como criar niños, Kimmy se divorcia y se compromete con su exesposo Fernando, con el cual se termina no casando en el final de la temporada y DJ les dice a Matt y Steve que aún no puede elegir y que sean libres y al final DJ, Stephanie y Kimmy terminan haciendo su aullido de La manada de Lobas.

### Segunda temporada
Esta temporada comprende del verano del 2016 hasta el 31 de diciembre; en el comienzo del verano D.J descubre que ahora Matt y Steve tienen novias,  además de una propuesta de matrimonio, un bebé nuevo y muchas locuras de las cuales todas traen una moraleja o aprendizaje de vida.

### Tercera temporada
En esta temporada D. J (novia de Matt) descubre que Steve se casará en Japón, en esa boda ocurrieron destrozos en relaciones amorosas y el impedimento de una boda. 
En esencia esta nueva temporada nos cuenta qué pasó a finales de este año con capítulos especiales de Halloween, Acción de Gracias, Navidad y Año Nuevo.

### Cuarta temporada
Esta temporada tiene como eventos principales el embarazo de Kimmy, el inicio de la relación oficial entre Jackson y Rocky, y el inicio de la relación oficial entre D.J. y Steve.

### Quinta temporada

#### Primera parte
En esta temporada, Kimmy vuelve del hospital junto a Steph y Jimmy que vuelven con su bebé, al que terminan llamando Danielle. Steve, Fernando y Jimmy terminan comprando Tío Monti, su restaurante favorito de sándwiches  y que coge por sorpresa a Kimmy, Steph y DJ. Al final de la primera parte Steve le pide matrimonio a DJ en un gran baile musical que se arma en el vecindario y que después de que Steve le pide matrimonio a DJ. Kimmy le pide matrimonio a Fernando y estas parejas quedan comprometidas. Las parejas acuerdan hacer una triple con Steph y Jimmy que se comprometieron al final de la cuarta temporada y así las tres quedan con el acuerdo de una triple boda.

#### Segunda parte
Tiene como evento la planeación de la triple boda de las parejas, al final de la serie, se hace la triple ceremonia en el jardín de la casa Tanner y hacen cameos personajes de Full House y unos cuántos personajes de Fuller House. Cuando Kimmy y Steph están a punto de mudarse (Kimmy se iría con Fernando a la segunda sucursal del Tío Monti) y Steph (se iría con Jimmy y Danielle a vivir cerca de la primera sucursal de Tío Monti). Pero al final cuando todos se despiden, La manada de Lobas habla a solas y ahí ellas deciden quedarse porque no pueden vivir separados y se descubre que Steph está embarazada y así todos entran quedándose todos en la casa y marcando el final de la serie.

## Elenco

### Personajes principales
- Candace Cameron Bure como D.J. Tanner-Fuller.
  - Es la hija mayor de Danny Tanner. Es veterinaria y madre viuda.[11] Vive en casa de su padre debido a su viudez donde cuida a sus hijos y convive con su familia. Por decisión de su padre, D.J se queda en su casa junto con su hermana Stephanie y su mejor amiga Kimmy para vivir cómodamente.
- Jodie Sweetin como Stephanie Tanner.
  - Es la segunda hija de Danny Tanner y hermana menor de D.J. Es DJ, cantante y socia minoritaria del negocio de Kimmy.[12] Por causa de su hermana, deja Londres para vivir junto con su hermana D.J. y su amiga Kimmy y a cuidar de los hijos de éstas.
- Andrea Barber como Kimmy Gibbler.
  - Es la mejor amiga de D.J. Es madre y la propietaria de un negocio de organización de fiestas. Debido a su amistad, se muda con D.J. y Stephanie para ayudar a criar a los hijos de D.J. y además, cuidar de su hija.[13] Nadie objeta a que se quede puesto que Kimmy es tomada como un miembro más de la familia Tanner.
- Michael Campion como Jackson Fuller.
  - Es el hijo mayor de D.J.. Tiene 13 años. Es el más problemático de la familia (parecido a Jesse) y tiene ciertas situaciones tales como su madre pasó en su momento.[14]
- Elias Harger como Max Fuller.
  - Es el segundo hijo de D.J. Tiene 7 años. Es ordenado, sincero y leal (parecido a su abuelo Danny).[15] Por su status, tiene muchas experiencias similares a las de su tía Stephanie. Al igual que su tía, adopta un perro (cría de Cometa Jr. Jr.) al cual lo llama Cosmo.
- Soni Nicole Bringas como Ramona Gibbler.
  - Es la hija de Kimmy y Fernando.[14] Se muda con su madre a la casa de D.J. para sobrellevar el divorcio de sus padres. Es rebelde pero a la vez obediente y leal con su madre. Por su edad (13 años), tiene cierta indiferencia con Jackson pero llegan a ser buenos amigos.
- Dashiell y Fox Messitt como Tommy Fuller, Jr., hijo menor de D.J.[14]
  - Es el hijo menor de D.J. Aún es un bebé pero tiene episodios que la hacen similar a las vivencias de su tía Michelle.

### Personajes recurrentes
- Bob Saget como Danny Tanner, padre de D.J. y Stephanie.
  - Deja San Francisco para irse a Los Ángeles para presentar el nuevo programa de entrevistas Wake Up USA ("Despierta Los Angeles ") junto a su compañera y concuñada Rebeca.[16] Para no tener ningún problema, deja su casa en manos de sus dos hijas para que puedan vivir tranquilas pero no deja de visitar tanto a ellas como a sus nietos.
- John Stamos como Jesse Katsopolis, tío materno de D.J. y Stephanie.
  - Es el compositor musical de General Hospital.[17] Se muda junto con su cuñado Danny y su esposa Rebeca por cuestiones de trabajo aunque visita a sus sobrinas de vez en cuando.
- Dave Coulier como Joey Gladstone, amigo de Danny y Jesse.
  - Es comediante de las Vegas.[16] Debido a su trabajo, Joey se muda a Las Vegas pero suele visitar a sus amigos Danny y Jesse y a los hijos de éstos.
- Lori Loughlin como Rebecca Donaldson-Katsopolis (temps. 1-4), esposa de Jesse y tía de D.J. y Stephanie.
  - Deja San Francisco para irse a Los Ángeles para presentar el nuevo programa de entrevistas Wake Up USA ("Despierta Los Angeles") junto a su compañero y concuñado Danny.[18] Como tía que es, visita a sus sobrinas y a los hijos de éstas. El 16 de marzo de 2019, Netflix despidió a Loughlin por el escándalo de sobornos de admisión de universidad.[19]
- John Brotherton como Matt Harmon, compañero de trabajo de D.J.
  - Es el compañero de trabajo de D.J. y además, es el hijo del exjefe de ésta. Vino desde Miami para ayudar a su padre mientras éste coge vacaciones. Después, cuando él anunció su retiro, se volvió copropietario de la clínica veterinaria junto con D.J, de quién se enamora. En la temporada 3, después de la boda japonesa de Steve, ellos rompen y él instala una clínica rival. En la temporada 4, se reconcilian y Matt vuelve al negocio.
- Scott Weinger como Steve Hale, exnovio de D.J..
  - Es el podólogo y exnovio de D.J., que trata de volver con ella después de un matrimonio fallido. Además, es el dueño de Cometa Jr. Jr.[20] En la temporada 4, ellos empiezan a salir oficialmente.
- Juan Pablo Di Pace como Fernando Hernández-Guerrero-Fernández-Guerrero, exmarido de Kimmy y padre de Ramona. 
  - Es un piloto de carreras y ex-estilista. Debido a sus amoríos, Kimmy decide divorciarse de él. Aunque es muy desubicado y torpe, ama a Kimmy y a su hija Ramona por lo que quiere volver a estar con ella. En la temporada 3, él y Jimmy se mudan a la vieja casa Gibbler.
- Ashley Liao como Lola, mejor amiga de Ramona de la que Jackson se enamora.
- Robin Thomas como el Dr. Fred Harmon, padre de Matt y expropietario de la clínica veterinaria Harmon Pet Care, donde trabaja D.J.
- Adam Hagenbuch como Jimmy Gibbler, novio de Stephanie y hermano de Kimmy.

### Invitados especiales
- Alan Thicke, 2016 Mike (Mike, Here!) Episodio: "Mom Interference"
- Maksim Chmerkovskiy como él mismo.
- Valentin Chmerkovskiy como él mismo.
- Lanny Cordola y Gary Griffin como versiones de ficción de sí mismos y de los miembros de la banda Jesse and the Rippers.
- Macy Gray como ella misma.
- Eva LaRue como Teri Tanner, segunda mujer de Danny.[21]
- Ryan McPartlin como Tyler, un pretendiente enamorado de D.J.
- Marla Sokoloff como Gia Mahan antigua amiga de Stephanie.
- Gail Edwards como Victoria "Vicky" Larson ex de Danny.
- Hunter Pence como él mismo.
- John Aprea como Nick Katsopolis padre de Jesse y abuelo de D.J., Stephanie y Michelle.
- Michael Sun Lee como Harry Takayama, amigo de Stephanie de la infancia.[22]
- Steve Talley como Darren, un breve enamorado de Stephanie.
- Blake y Dylan Tuomy-Wilhoit como Nicky y Alex Katsopolis, hijos gemelos de Jesse y Rebecca, que pasaron seis años en la universidad y pretenden abrir un camión de ventas de tacos de pescado.[21]
- Landry Bender como Rocky, hija de Gia y novia de Jackson.[23]
- Mckenna Grace como Rose Harbenberger, la hija de CJ y la mejor amiga e interés amoroso de Max
- New Kids on the Block como ellos mismos
- Kirk Cameron, el mismo penúltimo capítulo quinta temporada.
- Jason Marsden como Nelson Burkhard, el exnovio millonario de DJ.
- David Lipper como Viper el exnovio rockero de Dj.[24]

## Doblaje
El doblaje en Hispanoamérica está dirigido por Marcos Padró en la primera, tercera, y cuarta temporada, Federico Santa Ana en la segunda, y Luis Otero en la quinta. En España fue dirigido por Jorge Saudinós.
| Personaje                                      | Actor original         | Actor de doblaje                                               | Actor de doblaje                                     | Temporada              | Temporada              | Temporada              | Temporada              |
| Personaje                                      | Actor original         | Hispanoamérica                                                 | España                                               | 1                      | 2                      | 3                      | 4                      |
| Personajes principales                         | Personajes principales | Personajes principales                                         | Personajes principales                               | Personajes principales | Personajes principales | Personajes principales | Personajes principales |
| ---------------------------------------------- | ---------------------- | -------------------------------------------------------------- | ---------------------------------------------------- | ---------------------- | ---------------------- | ---------------------- | ---------------------- |
| D.J. Tanner-Fuller                             | Candace Cameron Bure   | Andrea Higa                                                    | Chelo Molina (temps. 1-3) Yolanda Quesada (temp. 4-) | ✓                      | ✓                      | ✓                      | ✓                      |
| Stephanie Tanner                               | Jodie Sweetin          | Mariana de Iraola                                              | Marta Barbará                                        | ✓                      | ✓                      | ✓                      | ✓                      |
| Kimmy Gibbler                                  | Andrea Barber          | Agostina Longo                                                 | Graciela Molina                                      | ✓                      | ✓                      | ✓                      | ✓                      |
| Ramona Gibbler                                 | Soni Nicole Bringas    | Agustina Cirulnik                                              | Patricia Rada                                        | ✓                      | ✓                      | ✓                      | ✓                      |
| Jackson Fuller                                 | Michael Campion        | Patricio Lago                                                  | Gabi Sánchez                                         | ✓                      | ✓                      | ✓                      | ✓                      |
| Max Fuller                                     | Elias Harger           | Luciana Falcón                                                 | Álvaro Balas (temp. 1-2) Belén Rodríguez (temp. 3-)  | ✓                      | ✓                      | ✓                      | ✓                      |
| Tommy Fuller Jr.                               | Dashiell y Fox Messitt | Andrea Higa                                                    | Chelo Molina                                         | ✓                      | ✓                      | ✓                      | ✓                      |
| Personajes recurrentes                         |                        |                                                                |                                                      |                        |                        |                        |                        |
| Jesse Katsopolis                               | John Stamos            | Jorge Riveros                                                  | Abraham Aguilar                                      | ✓                      | ✓                      | ✓                      | ✓                      |
| Danny Tanner                                   | Bob Saget              | Diego Brizzi                                                   | José Luis Angulo                                     | ✓                      | ✓                      | ✓                      | ✓                      |
| Joey Gladstone                                 | Dave Coulier           | Juan Echave                                                    | Fernando Acaso                                       | ✓                      | ✓                      | ✓                      | ✓                      |
| Rebecca Donaldson-Katsopolis                   | Lori Loughlin          | Laura Cassani                                                  | Eva Díez                                             | ✓                      | ✓                      | ✓                      | ✓                      |
| Steve Hale                                     | Scott Weinger          | Hernán Palma (temps. 1-3) Sebastián Castro Saavedra (temp. 4-) | Juan Antonio Soler                                   | ✓                      | ✓                      | ✓                      | ✓                      |
| Matt Harmon                                    | John Brotherton        | Martín Gopar                                                   | Juan Amador Pulido                                   | ✓                      | ✓                      | ✓                      | ✓                      |
| Gia Mahan                                      | Marla Sokoloff         | Kamala Videla Mara Campanelli (temp. 2, ep. 7)                 | Isacha Mengíbar Gloria Nuñez (temp. 2, ep. 7)        |                        | ✓                      | ✓                      | ✓                      |
| Lola                                           | Ashley Liao            | Lourdes Cetrángolo                                             | Blanca Hualde                                        | ✓                      | ✓                      | ✓                      |                        |
| Rocky                                          | Landry Bender          | Luciana Mauri                                                  | Vera Bosch                                           |                        |                        | ✓                      | ✓                      |
| CJ Harbenberger                                | Virginia Williams      | Mariana Marti                                                  | Inma Gallego                                         |                        | ✓                      | ✓                      | ✓                      |
| Rose Harbenberger                              | Mckenna Grace          | Kamala Videla                                                  | Sandra Jara                                          |                        | ✓                      | ✓                      | ✓                      |
| Crystal                                        | Gianna DiDonato        | Mara Brenner                                                   | Isacha Mengíbar                                      |                        | ✓                      |                        |                        |
| Taylor                                         | Lucas Jaye             | Kamala Videla                                                  | ¿?                                                   | ✓                      | ✓                      | ✓                      |                        |
| Nicky Katsopolis                               | Blake Tuomy-Wilhoit    | Juan Balvín                                                    | Ricardo Escobar                                      | ✓                      | ✓                      |                        |                        |
| Alex Katsopolis                                | Dylan Tuomy-Wilhoit    | Santiago Maurig                                                | Jesús Pinillos                                       | ✓                      | ✓                      |                        |                        |
| Jimmy Gibbler                                  | Adam Hagenbuch         | Pedro Ruíz                                                     | Fernando Cabrera                                     |                        | ✓                      | ✓                      | ✓                      |
| Bobby Popko                                    | Isaak Presley          | Alejandro Graue                                                | Blanca Rada                                          | ✓                      | ✓                      | ✓                      | ✓                      |
| Fernando Hernandez-Guerrero-Fernandez-Guerrero | Juan Pablo Di Pace     | Sebastián Castro                                               | Roberto Encinas                                      | ✓                      |                        |                        |                        |
| Fernando Hernandez-Guerrero-Fernandez-Guerrero | Juan Pablo Di Pace     | Juan Pablo Di Pace                                             | Juan Pablo Di Pace                                   |                        | ✓                      | ✓                      | ✓                      |

### Nota
1. ↑  Netflix Decidió redoblar toda la temporada y el doblaje de Sebastián se considera perdido

## Producción

### Desarrollo
En agosto de 2014, circularon informes de que Warner Bros Television estaba considerando retomar la serie. John Stamos, que tiene una participación en la serie original, encabezó el intento de conseguir la producción de la nueva serie. El productor ejecutivo original Robert L. Boyett y creador Jeff Franklin se dice que están involucrados activamente.
En abril de 2015, se informó de que Netflix estaba cerca de cerrar un acuerdo para producir una serie de 13 episodios, secuela titulada provisionalmente Fuller House con Candace Cameron Bure, Andrea Barber, y Jodie Sweetin repitiendo sus roles en la serie. Un representante de Netflix dijo que el informe era "sólo un rumor". El informe indicó que Stamos, Bob Saget y Dave Coulier fueron "en la mira" para hacer apariciones en la serie. Se dice que Jeff Franklin es el showrunner y productor ejecutivo, junto con los productores ejecutivos originales Thomas L. Miller y Robert L. Boyett. En respuesta al informe, Bure tuiteó, "Mientras que todos reflexionen sobre si el espectáculo Fuller House es verdad o es una broma de los inocentes, echa un vistazo a [enlace a su próxima película de televisión]", y Stamos tuiteó, "cree nada de lo que escuchas, y sólo la mitad de lo que ves."
El 20 de abril, John Stamos apareció en Jimmy Kimmel Live, confirmando que se había dado luz verde al spin-off de la serie Full House. La temporada de 13 episodios tiene previsto su estreno en 2016 en Netflix. En un paralelo a la serie original, Fuller House se centra en D.J., quien es una madre recientemente viuda de tres niños, con su hermana Stephanie y mejor amiga Kimmy quienes se mudan para ayudarla con los chicos. La serie comienza con un episodio especial que ofrece una reunión de la familia Tanner. El 21 de abril, Netflix confirmó la serie estaba en desarrollo. El rodaje de la serie comenzó en julio de 2015 y duró hasta noviembre de 2015. En diciembre de 2015, fue revelada la fecha de lanzamiento de la serie para el 26 de febrero de 2016. Meses más adelante, Carly Rae Jepsen reveló que ella y Butch Walker recrearon el tema musical de Full House, "Everywhere You Look" (que se llevó a cabo originalmente por Jesse Frederick, quien coescribió la canción con Bennett Salvay), para la serie como su tema de apertura.

### Casting
Aunque no está en el elenco principal, John Stamos (Jesse Katsopolis) confirmó que será la estrella invitada de vez en cuando y tendrá un papel como productor. El anuncio de la serie dejó dudas acerca de si Mary-Kate y Ashley Olsen (Michelle Tanner) estarían involucrados en la nueva serie. Un día después del anuncio, Mary-Kate mencionó que ella y su hermana se habían "acabado de enterar al respecto" y que tenían la intención de ponerse en contacto con el los creadores del show para "ver lo que está pasando". Ashley dijo que planeaba llamar a Bob Saget, para "conseguir su perspectiva". Las hermanas decidieron no regresar a la serie en mayo de 2015. En julio de 2015, el director de contenido de Netflix, Ted Sarandos dijo que aún era posible que las gemelas Olsen vuelvan como "Michelle" si así lo deseaban, a pesar de que finalmente no lo hicieron. En enero de 2016, se reveló que Ashley Olsen optó por no volver debido al hecho de que ella no había actuado en más de diez años. Mary-Kate dijo que ella estaba dispuesta a repetir el papel, pero no pudo debido problemas de agenda. Después de esto, los autores revelaron que Michelle estaría ausente en la serie debido al estar muy ocupada lanzando una carrera de moda en la ciudad de Nueva York. En enero de 2016, se reveló que la hermana menor de las gemelas Olsen, Elizabeth Olsen, fue contactada para ver si le interesaría retratar a Michelle, pero en última instancia, rechazó la oferta.
En mayo de 2015, Lori Loughlin confirmó que estaría retomando su papel como Becky Katsopolis y tuiteó una foto del set dos meses después de confirmar que Jesse y Becky todavía estaban casados. Bob Saget y Dave Coulier han confirmado su regreso. En junio de 2015, Netflix estaba en el proceso de casting para la nueva esposa de Danny, Teri, y del exmarido de Kimmy, Fernando, siendo Eva LaRue elegida como Teri un mes más tarde. También en julio de 2015, Scott Weinger confirmó que repetirá el papel de Steve Hale, exnovio de D.J., en la serie, también Dylan y Blake Tuomy-Wilhoit confirmaron que aparecerían como Nicky y Alex Katsopolis. En agosto de 2015, Bure anunció que Michael Campion, Elias Harger, y Soni Bringas fueron agregados al elenco con los personajes Jackson Fuller, Max Fuller y Ramona Gibbler, respectivamente. En octubre de 2015, se reveló que Michael Sun Lee podría interpretar la versión adulta de Harry Takayama personaje interpretado originalmente por Nathan Nishiguchi (mejor amigo de la infancia de Stephanie), mientras que Juan Pablo Di Pace fue elegido en el papel recurrente de Fernando, el exmarido de Kimmy.

### Acusaciones de la conducta de Jeff Franklin
El 28 de febrero de 2018, Variety informó que Jeff Franklin fue despedido después de las quejas sobre su comportamiento inapropiado en la sala de escritores y en el set de la serie. Franklin no ha sido acusado de acoso sexual directamente o de participar en mala conducta física con ningún miembro del personal. El 12 de marzo de 2018, se informa que la serie seguirá sin Franklin, con Steve Baldikoski y Bryan Behar como los nuevos showrunners y productores ejecutivos de la cuarta temporada.

## Temporadas
| Temporada | Temporada | Episodios | Episodios               | Lanzamiento original     | Lanzamiento original     |
| --------- | --------- | --------- | ----------------------- | ------------------------ | ------------------------ |
|           | 1         | 13        | 13                      | 26 de febrero de 2016    | 26 de febrero de 2016    |
|           | 2         | 13        | 13                      | 9 de diciembre de 2016   | 9 de diciembre de 2016   |
|           | 3         | 18        | 9                       | 22 de septiembre de 2017 | 22 de septiembre de 2017 |
| 9         | 3         | 18        | 22 de diciembre de 2017 | 22 de diciembre de 2017  |                          |
|           | 4         | 13        | 13                      | 14 de diciembre de 2018  | 14 de diciembre de 2018  |
|           | 5         | 18        | 9                       | 6 de diciembre de 2019   | 6 de diciembre de 2019   |
| 9         | 5         | 18        | 2 de junio de 2020      | 2 de junio de 2020       |                          |

## Episodios

### Temporada 1 (2016)
Los trece episodios de media hora de la primera temporada fueron lanzados el 26 de febrero de 2016 solo en Netflix.
| N.º | Título                                      | Fecha de emisión original |
| --- | ------------------------------------------- | ------------------------- |
| 1   | «Nuestros comienzos, de nuevo»              | 26 de febrero de 2016     |
| 2   | «Día de mudanza»                            | 26 de febrero de 2016     |
| 3   | «A la antigua»                              | 26 de febrero de 2016     |
| 4   | «El no tan gran escape»                     | 26 de febrero de 2016     |
| 5   | «Max el travieso»                           | 26 de febrero de 2016     |
| 6   | «La leyenda del Explosivo»                  | 26 de febrero de 2016     |
| 7   | «La fiesta no tan épica de Ramona»          | 26 de febrero de 2016     |
| 8   | «Secretos, mentiras y camiones de bomberos» | 26 de febrero de 2016     |
| 9   | «La guerra de las rosas»                    | 26 de febrero de 2016     |
| 10  | «Un gran paso»                              | 26 de febrero de 2016     |
| 11  | «Alianzas en la noche»                      | 26 de febrero de 2016     |
| 12  | «Reserva las fechas»                        | 26 de febrero de 2016     |
| 13  | «Amor en el aire»                           | 26 de febrero de 2016     |

### Temporada 2 (2016)
Los trece episodios de media hora de la segunda temporada fueron lanzados el 9 de diciembre de 2016 solo en Netflix.
| N.º | Título                             | Fecha de emisión original |
| --- | ---------------------------------- | ------------------------- |
| 1   | «De vuelta a casa»                 | 9 de diciembre de 2016    |
| 2   | «Interferencia de mamá»            | 9 de diciembre de 2016    |
| 3   | «Un primer beso no tan épico»      | 9 de diciembre de 2016    |
| 4   | «Maldición de la mansión Tanner»   | 9 de diciembre de 2016    |
| 5   | «Papá perruno»                     | 9 de diciembre de 2016    |
| 6   | «Acción de gracias estilo Tanner»  | 9 de diciembre de 2016    |
| 7   | «Charla de chicas»                 | 9 de diciembre de 2016    |
| 8   | «Enredos»                          | 9 de diciembre de 2016    |
| 9   | «Donas y problemas»                | 9 de diciembre de 2016    |
| 10  | «New Kids en la casa»              | 9 de diciembre de 2016    |
| 11  | «Reunión escolar de D. J. y Kimmy» | 9 de diciembre de 2016    |
| 12  | «Cascanueces»                      | 9 de diciembre de 2016    |
| 13  | «Feliz Año Nuevo, bebé»            | 9 de diciembre de 2016    |

### Temporada 3 (2017)
Los dieciocho episodios de media hora de la quinta temporada fueron divididos en 2 partes de nueve capítulos cada una y fueron lanzados el 22 de septiembre de 2017 y el 22 de diciembre de 2017 solo en Netflix.
| N.º | Título                                    | Fecha de emisión original |
| --- | ----------------------------------------- | ------------------------- |
| 1   | «El mejor verano»                         | 22 de septiembre de 2017  |
| 2   | «Mala pata»                               | 22 de septiembre de 2017  |
| 3   | «Declaraciones de independencia»          | 22 de septiembre de 2017  |
| 4   | «Mi pequeño chupón»                       | 22 de septiembre de 2017  |
| 5   | «Las aventuras del tío Jesse como niñero» | 22 de septiembre de 2017  |
| 6   | «Mi Ramona»                               | 22 de septiembre de 2017  |
| 7   | «¡Si, quiero ese vestido!»                | 22 de septiembre de 2017  |
| 8   | «¿Alguien dijo bebé?»                     | 22 de septiembre de 2017  |
| 9   | «Con o sin boda»                          | 22 de septiembre de 2017  |
| 10  | «La boda japonesa de mi mejor amigo»      | 22 de diciembre de 2017   |
| 11  | «Montaña rusa Troller»                    | 22 de diciembre de 2017   |
| 12  | «Nuevos tiempos»                          | 22 de diciembre de 2017   |
| 13  | «La historia de Tommy»                    | 22 de diciembre de 2017   |
| 14  | «Ciudad sustituta»                        | 22 de diciembre de 2017   |
| 15  | «Hermanas del alma»                       | 22 de diciembre de 2017   |
| 16  | «Felices para siempre»                    | 22 de diciembre de 2017   |
| 17  | «Los Fuller en la niebla»                 | 22 de diciembre de 2017   |
| 18  | «Viene el sol»                            | 22 de diciembre de 2017   |

### Temporada 4 (2018)
Los trece episodios de media hora de la cuarta temporada fueron lanzados el 14 de diciembre de 2018 solo en Netflix.
| N.º | Título                          | Fecha de emisión original |
| --- | ------------------------------- | ------------------------- |
| 1   | «¡Oh, Santa mío!»               | 14 de diciembre de 2018   |
| 2   | «La gran noche»                 | 14 de diciembre de 2018   |
| 3   | «Tener un propósito»            | 14 de diciembre de 2018   |
| 4   | «Evitada»                       | 14 de diciembre de 2018   |
| 5   | «Sin escape»                    | 14 de diciembre de 2018   |
| 6   | «La noche libre de los ángeles» | 14 de diciembre de 2018   |
| 7   | «Presidente Fuller»             | 14 de diciembre de 2018   |
| 8   | «La chofer y el señor Jackson»  | 14 de diciembre de 2018   |
| 9   | «Hijos perfectos»               | 14 de diciembre de 2018   |
| 10  | «Dedos de oro Fuller»           | 14 de diciembre de 2018   |
| 11  | «Siempre está abierto»          | 14 de diciembre de 2018   |
| 12  | «Baile de graduación»           | 14 de diciembre de 2018   |
| 13  | «Noche de estreno»              | 14 de diciembre de 2018   |

### Temporada 5 (2019-20)
Los dieciocho episodios de media hora de la quinta temporada fueron divididos en 2 partes de nueve capítulos cada una y fueron lanzados el 6 de diciembre de 2019 y el 2 de junio de 2020 solo en Netflix.
| N.º | Título                                     | Fecha de emisión original |
| --- | ------------------------------------------ | ------------------------- |
| 1   | «Bienvenida bebé que aún no tiene nombre»  | 6 de diciembre de 2019    |
| 2   | «Bravo, monsieur Hale»                     | 6 de diciembre de 2019    |
| 3   | «Negocio familiar»                         | 6 de diciembre de 2019    |
| 4   | «Salida de mamás»                          | 6 de diciembre de 2019    |
| 5   | «Comienza el juego»                        | 6 de diciembre de 2019    |
| 6   | «El pájaro de la alcaldesa»                | 6 de diciembre de 2019    |
| 7   | «La asombrosa carrera de cumpleaños de DJ» | 6 de diciembre de 2019    |
| 8   | «Cinco citas con Kimmy Gibbler»            | 6 de diciembre de 2019    |
| 9   | «Una postura discreta»                     | 6 de diciembre de 2019    |
| 10  | «El traje de papá»                         | 2 de junio de 2020        |
| 11  | «Tres bodas y un musical»                  | 2 de junio de 2020        |
| 12  | «Pavo congelado»                           | 2 de junio de 2020        |
| 13  | «Visita a la universidad»                  | 2 de junio de 2020        |
| 14  | «Entrenar para ganar»                      | 2 de junio de 2020        |
| 15  | «Sé tú misma y ¡libérate!»                 | 2 de junio de 2020        |
| 16  | «El juego de los casi casados»             | 2 de junio de 2020        |
| 17  | «Algo prestado»                            | 2 de junio de 2020        |
| 18  | «Otro episodio final»                      | 2 de junio de 2020        |

## Recepción

### Críticas
Fuller House recibió opiniones generalmente negativas de los críticos. En Rotten Tomatoes la serie tiene una calificación de 39%, basado en 23 críticas con una calificación promedio de 3.7/10. En el consenso crítico del sitio se lee: "Después de la dosis de nostalgia inicial, Fuller House tiene poco que ofrecer a cualquier persona excepto a los fans más incondicionales la serie original" En Metacritic la serie tiene una puntuación media de 35 sobre 100, basado en 21 críticos, lo que indica "críticas generalmente desfavorables".
Dan Fienberg de The Hollywood Reporter critica al show, llamándolo "Una empalagosa, áspera, viruta interpretada fuera del bloque de Full House." También añadió que "Es dudoso que habrá un más doloroso 2016 Episodio de TV que el piloto Fuller House, que tiene un inexcusables 35 minutos para establecer una trama que es sólo una inversión de la premisa original de Full House." David Wiegand de San Francisco Chronicle reaccionó de forma similar, escribiendo: "Los episodios son predecibles porque son poco originales y la redacción es dolorosa. La risa enlatada es tal vez el mayor recordatorio de los "buenos viejos tiempos". Si sólo todas esas voces grabadas tuvieran algo legítimo para reírse." Maureen Ryan de Variety escribió que la serie "Va continuamente al pozo de tener la taza de los niños lindos para la cámara, ya que prácticamente gritan sus líneas, y sólo un poco de su autocomplaciente todo volumen, obvia si largo camino por recorrer".
Verne Gay of Newsday actuó de manera más positiva, escribiendo que la serie es como "Full House 2.0" y que a pesar de que tiene la "misma premisa, el mismo ambiente, en su mayoría el mismo elenco", es "un triunfo, estrictamente para los aficionados."

### Reconocimientos
| Año  | Premio                     | Categoría                    | Nominados                                                                   | Resultado | Ref.   |
| ---- | -------------------------- | ---------------------------- | --------------------------------------------------------------------------- | --------- | ------ |
| 2016 | Teen Choice Awards         | Programa favorito: Comedia   | Fuller House                                                                | Ganador   | [ 60 ] |
| 2017 | People's Choice Awards     | Comedia favorita             | Fuller House                                                                | Ganador   | [ 61 ] |
| 2017 | Kids' Choice Awards        | Programa favorito            | Fuller House                                                                | Ganador   | [ 62 ] |
| 2018 | Kids' Choice Awards        | Favorite TV Show             | Fuller House                                                                | Nominado  | [ 63 ] |
| 2018 | Teen Choice Awards         | Programa favorito de comedia | Fuller House                                                                | Nominado  | [ 64 ] |
| 2018 | Primetime Emmy Awards      | Mejor programa infantil      | Fuller House                                                                | Nominado  | [ 65 ] |
| 2019 | Producers Guild Awards     | Programa infantil            | Fuller House                                                                | Nominado  | [ 66 ] |
| 2019 | GLAAD Awards               | Mejor episodio               | "Prom"                                                                      | Nominado  | [ 67 ] |
| 2019 | Kids' Choice Awards        | Programa favorito            | Fuller House                                                                | Ganador   | [ 68 ] |
| 2019 | Teen Choice Awards         | Choice Comedy TV Show        | Fuller House                                                                |           | [ 69 ] |
| 2020 | Casting Society of America | Children's Pilot and Series  | Alexis Frank Koczara, Christine Smith Shevchenko, Gianna Butler (Associate) |           | [ 70 ] |

### Emisión en otros países
- España En España:
  - De 2020-2021 se emitió Full House y Fuller House de lunes a viernes a dos capítulos por tarde en Neox una vez emitida todos los capítulos de todas las temporadas de Full House y Fuller House una sola vez las dos series fueron retiradas del canal Neox. Actualmente se puede ver en España a través de Netflix.

 Argentina 
  Bolivia 
  Brasil 
  Chile 
  Colombia 
  Costa Rica 
  Cuba 
  Ecuador 
  El Salvador 
  Guatemala 
  Honduras 
  México 
  Nicaragua 
  Panamá 
  Paraguay 
  Perú 
  República Dominicana 
  Uruguay 
  Venezuela 
  Alemania 
  Austria 
  Bélgica 
  Bulgaria 
  Chipre 
  Croacia 
  Dinamarca 
  Eslovaquia 
  Eslovenia 
  Estonia 
  Finlandia 
  Francia 
  Grecia 
  Hungría 
  Irlanda 
  Italia 
  Letonia 
  Lituania 
  Luxemburgo 
  Malta 
  Países Bajos 
  Polonia 
  Portugal 
  República Checa 
  Rumania 
  Suecia